# Álex González
Augusto Alejandro José González més conegut com a Álex González (Madrid; 13 d'agost de 1980), és un actor espanyol. És conegut per haver interpretat a Javier Morey en El Príncipe i a Mario Mendoza a Vivir sin permiso, ambdues de Telecinco.

## Biografia
Álex va iniciar la seva carrera com a actor en televisió, en sèries com Un paso adelante, Hospital Central, Motivos personales, Los Serrano. Ha participat com a protagonista a sèries com Cuenta atrás, LEX, La Señora, Tierra de lobos, la minisèrie Inocentes. Durant 2014 i 2015 protagonitza El Príncipe, sèrie que li ha llançat a la fama, donant-li un gran reconeixement per part del públic.
Va debutar al cinema amb la pel·lícula amb ambient de boxa Segundo asalto el 2005, amb la qual va aconseguir ser candidat al Goya com a millor actor revelació.
Més tard va ser dirigit per Manuel Gutiérrez Aragón a Una rosa de Francia (2006) i per José Luis García a Luz de domingo (2007), adaptació d'una novel·la de Ramón Pérez de Ayala amb escenari asturià.
Pocs anys després, després de presentar-se a un càsting mentre estava estudiant anglès a Gran Bretanya, va poder debutar en Hollywood formant part del repartiment de la pel·lícula de superherois X-Men: First Class (2011), interpretant el personatge de Riptide.
A Alacrán enamorado (2013) va interpretar a un jove neonazi que pertanyia a un grup liderat per Javier Bardem.
Per a l'any 2016 té diversos projectes: Noctem actualment en postproducció gravada a l'estiu de 2015 al costat de Adrián Lastra i Carla Nieto i Órbita 9, en rodatge, que protagonitzarà al costat de Clara Lago i Belén Rueda. En 2016 va viatjar a Los Angeles per a rodar una sèrie estatunidenca anomenada Citizen.
Després de rodar-la en abril de 2017, torna a Espanya per a començar a gravar la sèrie de Telecinco Vivir sin permiso al costat del seu company José Coronado.

## Filmografia

### Pel·lícules
| Any  | Títol                 | Director                | Personatge            |
| ---- | --------------------- | ----------------------- | --------------------- |
| 2002 | Mouos                 | Gerardo Ballesteros     | Hombre                |
| 2004 | Chatarra              | Rodrigo Rodero          | Carlos                |
| 2005 | Segundo asalto        | Daniel Cebrán           | Ángel                 |
| 2006 | Una rosa de Francia   | Manuel Gutiérrez Aragón | Andrés                |
| 2007 | Luz de domingo        | José Luis Garci         | Urbano                |
| 2007 | Dolly                 | David Pinillos          | Dani                  |
| 2008 | R.I.P.                | Javi G                  | Pasión                |
| 2008 | El libro de las aguas | Antonio Giménez Rico    | Ángel Pedrosa         |
| 2011 | X-Men: First Class    | Matthew Vaughn          | Janos Quested/Riptide |
| 2011 | El color del océano   | Maggie Peren            | José                  |
| 2013 | Alacrán enamorado     | Santiago Zannou         | Julián "Alacrán"      |
| 2013 | Combustión            | Daniel Calparsoro       | Mikel                 |
| 2015 | Cuento de verano      | Carlos Dorrego          | Álex                  |
| 2016 | Órbita 9              | Hatem Khraiche          | Álex                  |
| 2016 | Noctem                | Marcos Cabotá           | Álex                  |

### Sèries de televisió
| Any         | Títol              | Cadena    | Personatge         | Episodis    |
| ----------- | ------------------ | --------- | ------------------ | ----------- |
| 2003        | Hospital central   | Telecinco | Pablo Rueda        | 4 episodis  |
| 2004        | Un paso adelante   | Antena 3  | Ufo                | 7 episodis  |
| 2005        | Motivos personales | Telecinco | Nacho Mendoza      | 14 episodis |
| 2005 - 2006 | Los Serrano        | Telecinco | Jaime              | 3 episodis  |
| 2007 - 2008 | Cuenta atrás       | Cuatro    | Mario Arteta       | 29 episodis |
| 2008        | LEX                | Antena 3  | Raúl Serra         | 7 episodis  |
| 2009 - 2010 | La Señora          | La 1      | Antón Portela      | 8 episodis  |
| 2010        | Inocentes          | Telecinco | Marcos             | 2 episodis  |
| 2013 - 2014 | Tierra de lobos    | Telecinco | Don Joaquín Montes | 8 episodis  |
| 2014 - 2016 | El Príncipe        | Telecinco | Javier Morey       | 31 episodis |
| 2018 - 2020 | Vivir sin permiso  | Telecinco | Mario Mendoza      | 23 episodis |
| 2020 - ¿?   | 3 Caminos          | Amazon    | Roberto            | 6 episodis  |

### Teatre
- Historias de un parque de Manuel Ortega.

## Música
- Protagonitza el videoclip d'El Canto del Loco "La suerte de mi vida" (any 2008)
- Años 80 amb Dani Martín d'El Canto del Loco (Disc "Voces X 1 Fin - Juntos por el Sáhara") (any 2009)
- Col·laboració amb El Mundo de Murphy (al costat de Kinder) en la cançó "En tus manos" del disc "Sairem" (any 2014)

## Altres
- Protagonista del spot de "Vive soy" de Calidad Pascual (any 2014)
- Protagonista del spot "Reach The Top" de Eurostars Hotels (any 2015)
- Ambaixador espanyol de Haig Club (any 2015)
- Protagonista de Planeta Calleja a Madagascar (any 2015)

## Premis
Premis Goya
| Any  | Categoria              | Pel·lícula     | Resultat |
| ---- | ---------------------- | -------------- | -------- |
| 2005 | Millor actor revelació | Segundo asalto | Nominat  |

Premis Unión de Actores
| Any  | Categoria                 | Pel·lícula        | Resultat |
| ---- | ------------------------- | ----------------- | -------- |
| 2005 | Millor actor revelació    | Segundo asalto    | Nominat  |
| 2013 | Millor actor protagonista | Alacrán enamorado | Nominat  |

Festival de Cinema de Saragossa
| Any  | Categoria                                                               | Resultat  |
| ---- | ----------------------------------------------------------------------- | --------- |
| 2006 | Premi a una trajectòria amb projecció de futur dins del cinema espanyol | Guanyador |

Premis Turia
| Any  | Categoria              | Pel·lícula     | Resultat  |
| ---- | ---------------------- | -------------- | --------- |
| 2006 | Millor Actor Revelació | Segundo asalto | Guanyador |

Premis Men's Health
| Any  | Categoria                               | Pel·lícula / Sèrie | Resultat  |
| ---- | --------------------------------------- | ------------------ | --------- |
| 2012 | Millor actor de Projecció Internacional | X-Men: First Class | Guanyador |
| 2014 | Millor actor de televisió               | El Príncipe        | Guanyador |

Premis GQ
| Año  | Categoría                     | Película                       | Resultado |
| ---- | ----------------------------- | ------------------------------ | --------- |
| 2013 | Home de l'any al millor actor | Alacrán enamorado / Combustión | Guanyador |

Premi Cosmopolitan
| Any  | Categoria                  | Resultat  |
| ---- | -------------------------- | --------- |
| 2013 | Home de l'any Cosmopolitan | Guanyador |

Fotogramas de Plata
| Any  | Categoria                 | Pel·lícula / Sèrie | Resultat |
| ---- | ------------------------- | ------------------ | -------- |
| 2014 | Millor actor de televisió | El Príncipe        | Nominat  |